# 吳時任

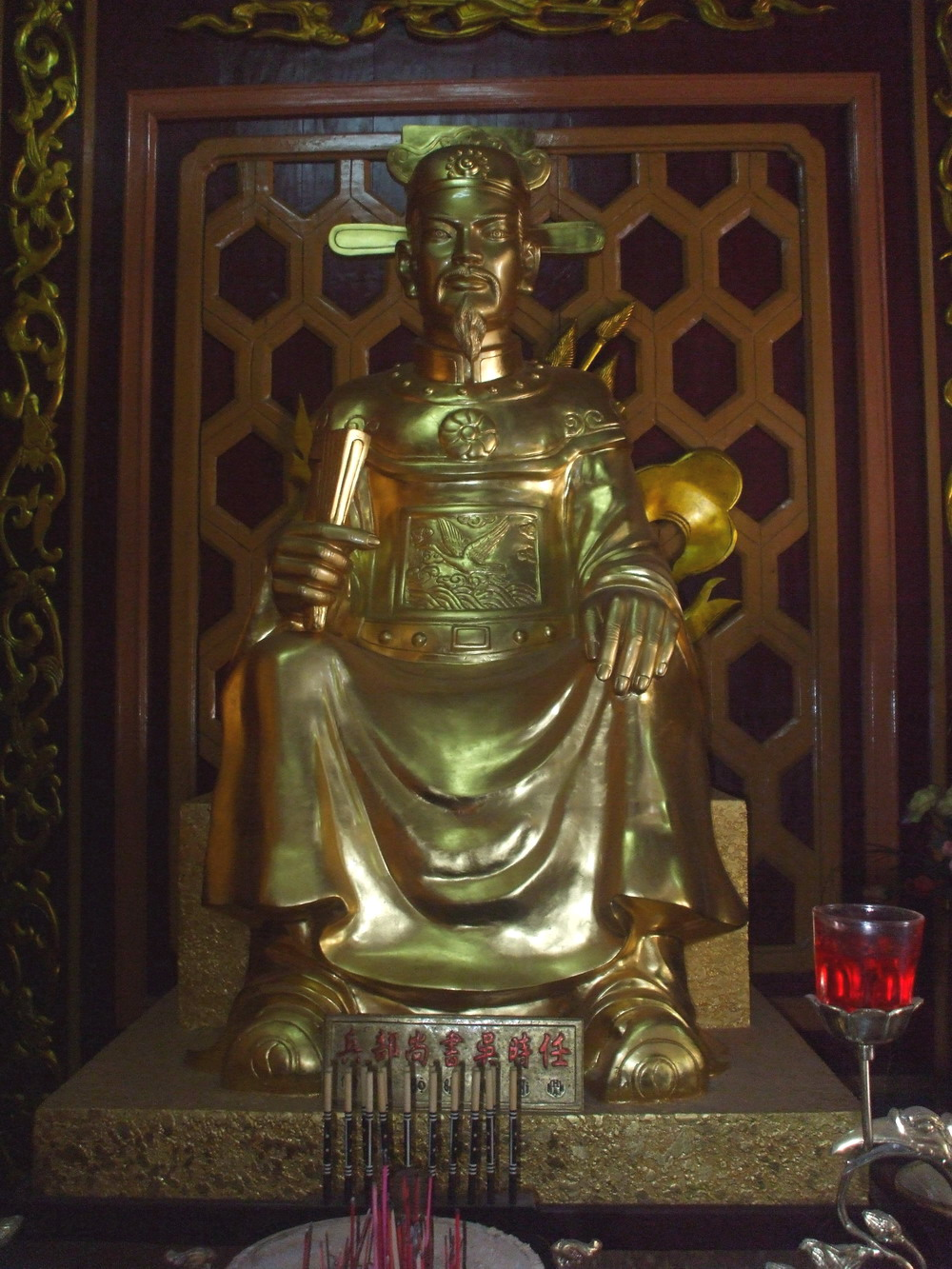
吳時任

吳時任（越南语：／；1746年—1803年），阮朝時因為避諱，又寫作吳壬，字希尹，號達軒。越南歷史學家、文學家、儒學學者，越南吳家文派人物之一。曾先後出仕後黎朝、西山朝為官。

## 生平

### 早年经历
吳時任是吳時仕長子，吴时仕为儿子取名吴时任，即寓意希望他比自己更进一步之意。自幼聰明，23歲參加鄉試，成為解元。景興三十六年（1775年），吳時任參加會試，考中乙未科進士，並出任東閣校書，逐步昇為工部右侍郎。後因過失免職，擔任鄭主世子鄭棕的侍講，為京北（今北寧省）督同。

### 庚子密案
景興四十一年（1780年），世子鄭棕陰謀奪權，京北鎮守遵生侯阮克遵也參與了密謀。吳時任向鄭主鄭森告發此事。鄭森廢黜鄭棕世子之位，並賜死參與密謀的遵生侯阮克遵、炘忠侯阮芳挺等人。因為這個功績，吳時任被再次任命為工部侍郎。
景興四十三年（1782年），鄭主幕府發生政變，鄭棕奪取政權，成為新的鄭主。鄭棕不能容忍告發自己的人，逮捕並處死了眾多相關大臣，因此吳時任棄官逃至太平府隱居。

### 归降西山
景興四十七年（1786年），阮惠率西山軍北伐，攻滅鄭主。隨後阮惠將黎昭統帝扶上皇位。此時吳時任前往投奔，被昭統帝任命為戶部都給事中。後為校討兼纂修國史，繼續編寫父親吳時仕的《大越史記全書續編》，並修訂了黎熙宗至黎懿宗之間的五朝實錄。
吳時任經西山朝中書令陳文紀的推薦，得到了阮惠的欣賞，擔任工部侍郎。阮惠率軍離開昇龍（今河內市）的時候，留大司馬吳文楚管理北河事務，吳時任則作為阮惠的親信謀士留在了昇龍。
不久，清朝南下攻打西山朝，欲扶黎昭統帝復位，西山軍不能敵。在吳時任的建議下，吳文楚率西山軍撤離昇龍，來到三疊山（在今寧平省和清化省交界處）據險抵抗，並等待阮惠大軍的支援。
阮惠率軍北上抗清時，吳時任隨吳文楚、潘文璘一起作為西山軍的先鋒。最終阮惠戰勝了清軍。
在阮惠擊退清軍進攻之後，吳時任認為清朝強大，擔心清朝起傾國之兵前來征討，因此建議阮惠主動向清朝求和。阮惠聽從了他的意見，命令吳時任、潘輝益起草對清朝的外交文書，成功使西山朝與清朝達成和解。以此功績，吳時任成為兵部尚書，封晴派侯（越南语：／）。
光中五年（1792年），吳時任兼任國史署總裁，翌年以侍中大學士正使的身份出使清朝，報告阮惠之喪，請求冊封阮光纘為新的安南國王。
景盛五年（1797年），吳時任奉命為國史監修，整理刊行吳時仕的《越史標按》。次年（1798年），奉命修築北城文廟（今河內文廟），並建議景盛帝阮光纘實行各種考試。
嘉隆元年（1802年），西山朝被阮福映推翻，取而代之的是阮朝。吳時任、潘輝益投降，被押至順化。

### 去世
嘉隆二年（1803），阮福映命令將吳時任、潘輝益等人押至北城文廟前當衆鞭笞。因吳時任與阮朝大臣鄧陳常有隙，鄧陳常命人將其笞死。

## 著作
吳時任著有《邦交好話》（又名《邦交錄》、《邦交集》）、《華程家印詩集》、《海陽志略》、《二十一史撮要》、《四家說譜》、《春秋管見》、《竹林宗旨原聲》、《金馬行餘》、《筆海叢談》、《皇華圖譜》、《翰閣英華》、《水雲閑詠》、《燕臺秋詠》等。他也被認為是《皇黎一統志》的作者之一。

## 家庭
吳時任之子吳時典亦是一名儒學學者。

## 評價
《鄭氏世家》認為他是奸臣，指控其羅織罪名向鄭森誣告鄭棕。